# Tilsiter
|                              |                                            |
| Herkunft                     | Nord- und Mitteleuropa                     |
| Milch                        | Kuh/Vollmilch oder teilentrahmt            |
| Behandlung                   | Rohmilch oder pasteurisiert                |
| Käsegruppe                   | Schnittkäse                                |
| Fett i. Tr.                  | 30–60 %                                    |
| Energie (bei 45 % F. i. Tr.) | 1485 kJ (358 kcal)                         |
| Iod                          | 30 µg                                      |
| Calcium                      | 840 mg                                     |
| Eiweiß                       | 26,30 g                                    |
| Vitamin B2                   | 0,36 mg                                    |
| Maß/Gewicht                  | Rad- oder Blockform                        |
| Reifezeit                    | ca. 6 Monate                               |
| Zertifizierung               | Tilsiter Switzerland/Tilsiter aus k. b. A. |

Tilsiter ist ein Schnittkäse aus Kuhmilch mit Rotschmiere-Rinde mit 30 bis 60 % Fett in der Trockenmasse. Er ist nach der ostpreußischen Stadt Tilsit, dem heutigen Sowetsk, benannt.

## Herstellung und Eigenschaften
Der Tilsiter wird sowohl aus Rohmilch als auch aus pasteurisierter Milch gekäst, wobei die Rohmilchvariante meist um einige Nuancen geschmacksreicher ist.
Außer in der klassischen Radform wird der Käse zunehmend auch in Blockform hergestellt. Er hat eine dünne, bräunliche Rinde, die während der etwa sechs Monate dauernden Reifung mit Salzwasser und Rotschmierekulturen abgerieben wird. Der hellgelbe Teig ist geschmeidig, sehr elastisch und recht feucht, er bildet gerstenkorngroße Löcher und Schlitze. Die Geschmacksskala reicht von mild und leicht würzig bis kräftig pikant.

## Tilsiter historisch

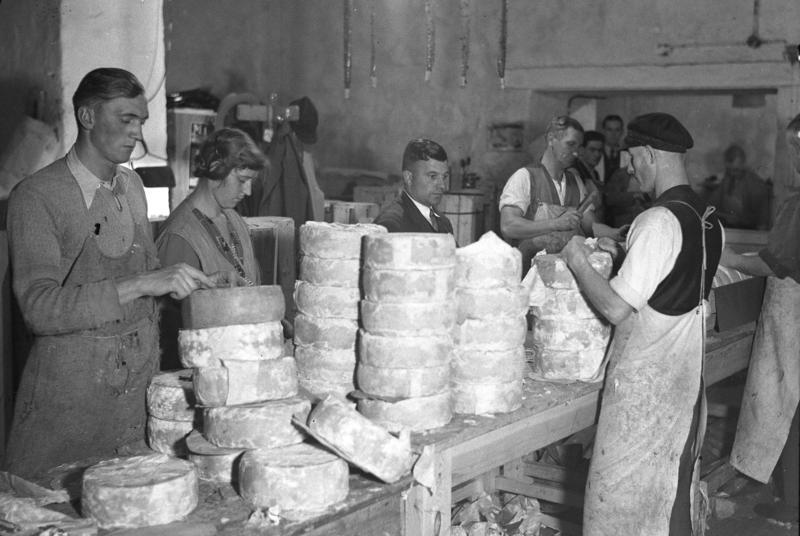
Zubereitung von Tilsiter Käse, Ostpreußen, 1930er-Jahre. Quelle: Bundesarchiv

Käsereien gab es bereits unter der Herrschaft des Deutschen Ordens, denn 17 Ortschaften führten gleichzeitig den Namen Milchbude. Der Tilsiter Käse ist ein Ergebnis verbesserter Rezepturen durch holländische Mennoniten, Salzburger und Einwanderer aus der Schweiz. Diese waren nach der Großen Pest in der ersten Hälfte des 18. Jahrhunderts als Religionsflüchtlinge ins entvölkerte nördliche Ostpreußen zugewandert oder folgten den Aufrufen der preußischen Herrscher. Die runden rotbraunen Käselaibe waren 10 cm hoch und hatten einen Durchmesser von ca. 25 cm. Sie wurden in Pergament (später in Stanniol) verpackt und wurden zu je zehn in Holzrollen versandt.

## Tilsiter heute
Anders als der „Schweizer Tilsiter“ ist der „Holsteiner Tilsiter“ ein Produkt mit geschützter geografischer Angabe. Neben dem deutschsprachigen Raum ist der Käse unter anderem in Russland und Polen unter der Bezeichnung Tilsiter verbreitet (russisch Тильзитер, polnisch Tylżycki).
Zunehmend werden auch in Deutschland mildere bis geschmacklich fast schon an Edamer erinnernde Käse unter dem Namen Tilsiter vertrieben. Ebenso werden für Varianten andere Bezeichnungen wie „Altmecklenburger“, „Müritzer“ oder „Nordsee-Käse“ verwendet. Dabei sind einige Varianten eher pikant und andere eher mild.

## Schweizer Tilsiter

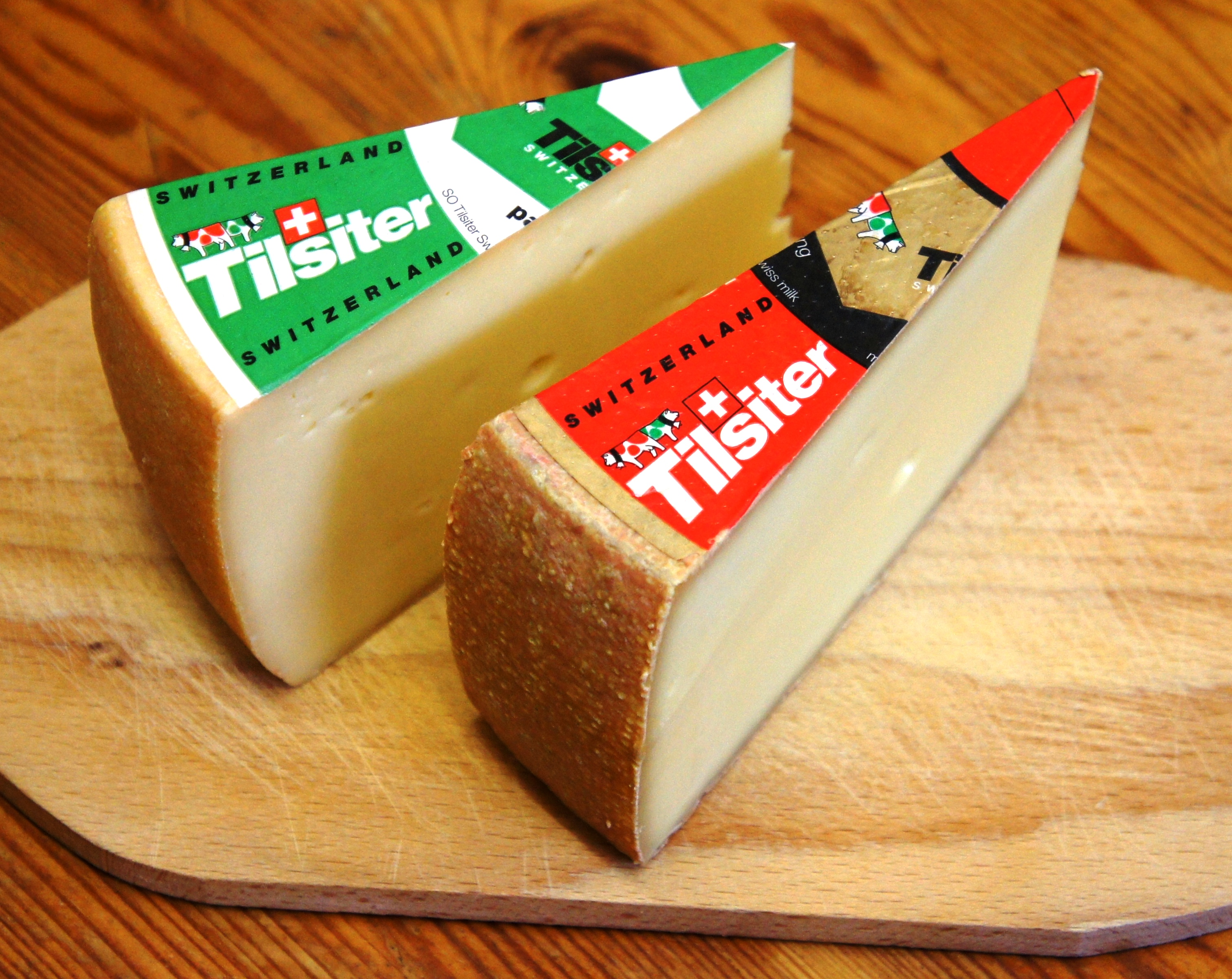
Milder (grün) und kräftiger (rot-schwarz-gold) Tilsiter aus der Schweiz

In der Ostschweiz wird seit 1893 Tilsiter hergestellt, nachdem zwei örtliche Käsehersteller das Rezept 1890 von einer Ostpreußenreise mitgebracht hatten. 1950 entstand in Bern die Schweizerische Geschäftsstelle für Tilsiter-Käse. Seit 1999 erfolgt der Vertrieb unter dem geschützten Markennamen „Tilsiter Switzerland“. Die Produktion findet vorwiegend in den Kantonen Thurgau, St. Gallen und im Zürcher Oberland statt. Der Schweizer Tilsiter hat nicht die in Deutschland oder Dänemark gewöhnliche stark löchrige Form und ist im Geschmack nicht so herb ausgeprägt bzw. nicht vergleichbar. Die flachen runden Laibe haben eine Höhe von ca. 8 cm, einen Durchmesser von 25–30 cm und ein Gewicht von ca. 4,0–4,5 kg.
Die „Sortenorganisation (SO) Tilsiter Switzerland GmbH“, die Milchproduzenten, Tilsiter-Fabrikanten und Händlern gehört, verwaltet den Markennamen und bemüht sich auch um die Qualität und die Vermarktung des Tilsiters. Sie hat folgende Tilsitersorten definiert:
- Tilsiter Switzerland Mittelreif (rot-weiße Etikette) aus frischer Rohmilch, mit einer Reifezeit von 70–110 Tagen.
- Tilsiter Switzerland Surchoix (rot-schwarz-goldene Etikette) aus frischer Rohmilch, mit einer Reifezeit von 120–180 Tagen.
- Bio-Tilsiter Switzerland (rot-weiße Etikette mit Bio-Knospe) aus frischer Biomilch, mit einer Reifezeit von 70–110 Tagen (mittelreif) oder 120–180 Tagen (rezent).
- Past-Tilsiter Switzerland (grün-weiße Etikette) aus pasteurisierter Frischmilch, mit einer Reifezeit von 30–60 Tagen (mild).
- Rahm-Tilsiter Switzerland (gelb-weiße Etikette) aus pasteurisierter Frischmilch mit Rahmzusatz, mit einer Reifezeit von 30–75 Tagen.
- Bio-Rahm-Tilsiter Switzerland (gelb-weiße Etikette mit Bio-Knospe) aus pasteurisierter frischer Biomilch mit Biorahmzusatz, mit einer Reifezeit von 30–75 Tagen.

Die verschiedenen Sorten haben einen Fettgehalt von mindestens 45 % Fett in der Trockenmasse, mit der Ausnahme von Rahm-Tilsiter und Bio-Rahm-Tilsiter, die mindestens 55 % Fett in der Trockenmasse haben.
2018 wurden 2740 Tonnen Schweizer Tilsiter produziert.
Im Export wurde zeitweise der Tilsiter als „Royalp“ angeboten, um Namensprobleme zu umgehen. Seit 2016 wird der Schweizer Tilsiter unter dem Namen „Swizzrocker“ in Deutschland vertrieben.

## Holsteiner Tilsiter
Unter der Bezeichnung Holsteiner Tilsiter ist Tilsiter Käse aus dem gesamten Bundesland Schleswig-Holstein seit 2013 als geschützte geographische Angabe (g.g.A.) geschützt.
In der Antragsbegründung heißt es, dass dieser Käse im gesamten Gebiet des heutigen Bundeslandes bereits seit den 1920er Jahren hergestellt wird. Der so geschützte Käse kann aus pasteurisierter Milch wie aus Rohmilch hergestellt sein, die nicht aus dem genannten Gebiet stammen muss. Auch an die Fütterung der Kühe werden keine Anforderungen gestellt. Lediglich die Herstellung muss in der genannten Region erfolgt sein. Der Fettgehalt beträgt zwischen 30 und 60 % in der Trockenmasse. Die Reifezeit des Käses beträgt mindestens fünf Wochen.